# Thanissaro
Bhikkhu Ṭhānissaro , właśc. Geoffrey DeGraff (ur. 1949) – amerykański mnich buddyjski tajskiej tradycji leśnej kammatthana. Po ukończeniu historii myśli europejskiej na Oberlin College w 1971 roku wyjechał do Tajlandii, gdzie uczył się medytacji u Ajaana Fuang Jotiko, ucznia Ajaana Lee.
Został wyświęcony na mnicha w 1976 roku. Przebywał w Wat Dhammasathit do śmierci swojego nauczyciela tj. do 1986 roku. W 1991 wyjechał na wzgórza San Diego County gdzie pomógł Ajaan Suwat Suwaco założyć Wat Mettavanaram (Metta Forest Monastery). W roku 1996 został opatem tego klasztoru. Długa lista jego publikacji zawiera: przekłady z języka tajskiego instrukcji do medytacji Ajaana Lee; Handful of Leaves, czterotomową antologię tłumaczeń sutt; The Buddhist Monastic Code dwutomowy podręcznik dla mnichów; Wings to Awakening; oraz (jako współautor) podręcznik dla studentów, Buddhist Religions: A Historical Introduction.